# 7
7 (VII) var ett normalår som började en lördag (eller möjligen ett skottår som började en lördag) i den julianska kalendern (se skottårsfelet i den julianska kalendern för mer information).

## Händelser

### Okänt datum
- Ett uppror mot det romerska styret utbryter i Illyrien, vilket även sprider sig till Pannonien och Dalmatia.
- Publius Quinctilius Varus utnämns till guvernör över Germanien.
- Legaten Tiberius Quinctilius Varus sätts att organisera germanerna mellan floderna Rhen och Elba. Han genomför en folkräkning, kräver tributer och rekryterar soldater, vilket skapar oenighet bland germanerna.
- Abgarus av Edessa avsätts som kung av Osroene.
- Ett tempel börjar uppföras till gudinnan Concordias ära.
- Strabon skriver Geographia (eller år 18).
- Vonones I från den arsakidiska dynastin blir regent av Parterriket.

## Födda
- Drusus Caesar, son till Germanicus och Agrippina d.ä.
- Gnaeus Domitius Corbulo, romersk general

## Avlidna
- Athenodoros Cananites, stoisk filosof (född 74 f.Kr.)